# 김기형 (1925년)
김기형(金基衡, 1925년 9월 22일~2016년 6월 13일)은 대한민국의 공학자, 정치인이다. 
본관은 김해이며 호(號)는 서정(瑞正)이다. 제3공화국에서 초대 과학기술처 장관을 지냈으며, 제9대 국회의원을 역임하였다.

## 학력
- 1949년 : 서울대학교 공과대학 화학공학과 졸업 (공학사)
- 1957년 : 미국 VPI 대학원 졸업 (공학석사)
- 1961년 : 미국 펜실베니아 주립대학교 대학원 졸업 (공학박사)

## 약력
- 1954년 : 대구대학(현 영남대학교) 응용화학과 교수, 학과장
- 1966년 : 경제과학심의회의 상임위원
- 1967년 ~ 1971년 : 초대 과학기술처 장관
- 1972년 : 경제과학심의위원회 상임위원
- 1973년 ~ 1979년 : 제9대 국회의원 (경제과학위원)
- 1976년 ~ 1982년 : 경희대학교 공대 교수 겸 인류사회재건연구원장
- 1982년 ~ 1984년 : 국제대학(현 서경대학교) 학장
- 1987년 : 한국과학기술진흥재단 이사장
- 1990년 : 한국과학기술원(KAIST) 이사장
- 1994년 : 한국과학기술한림원 부원장
- 1994년 : 국제로타리 제3650지구 총재
- 1997년 : 한국표준과학연구원 이사장
- 1997년 : 자유지성300인회 공동대표
- 2000년 : 21세기국정자문회의 지식정보분과위원장
- 2001년 : 한국자유총연맹 이사
- 2001년 : 요업(세라믹)기술원(KICET) 운영위원장
- 2001년 : 국회 한미포럼 특별회원
- 2002년 : 과학기술 앰버서더 대표
- 2004년 : 장영실기념사업회 명예회장
- 2011년 : 국제백신연구소 고문
- 2012년 : 한국도자문화협회 회장

## 가족 관계
- 배우자 : 백기호
  - 아들 : 김준현, 김상현
  - 딸 : 김지연

## 역대 선거 결과
| 실시년도 | 선거 | 대수 | 직책     | 선거구           | 정당       | 득표수 | 득표율      | 순위 | 당락 | 비고 |
| -------- | ---- | ---- | -------- | ---------------- | ---------- | ------ | ----------- | ---- | ---- | ---- |
| 1973년   | 총선 | 9대  | 국회의원 | 통일주체국민회의 | 유신정우회 |        | \| \| 0% \| | 지명 |      | 초선 |
|          | 0%   |      |          |                  |            |        |             |      |      |      |